# Atari STE
Atari STE (Atari ST Enhanced) – linia 16-bitowych komputerów domowych firmy Atari, następczyni linii Atari ST. Zaprezentowana przez firmę Atari podczas targów Atari Messe w sierpniu 1989 roku. Komputer dostępny był w dwóch wersjach oznaczonych odpowiednio Atari 520 STE i Atari 1040 STE, różniących się jedynie wielkością pamięci. W sprzedaży znalazła się też seria egzemplarzy z etykietkami 2080STE i 4160STE, adekwatnie do ilości zamontowanej pamięci RAM. W Polsce, sprzęt wydała sieć sklepów Pewex w 1991 roku.
Na usprawnieniach wersji Enhanced oparty został także Atari Mega STE.

## Specyfikacja

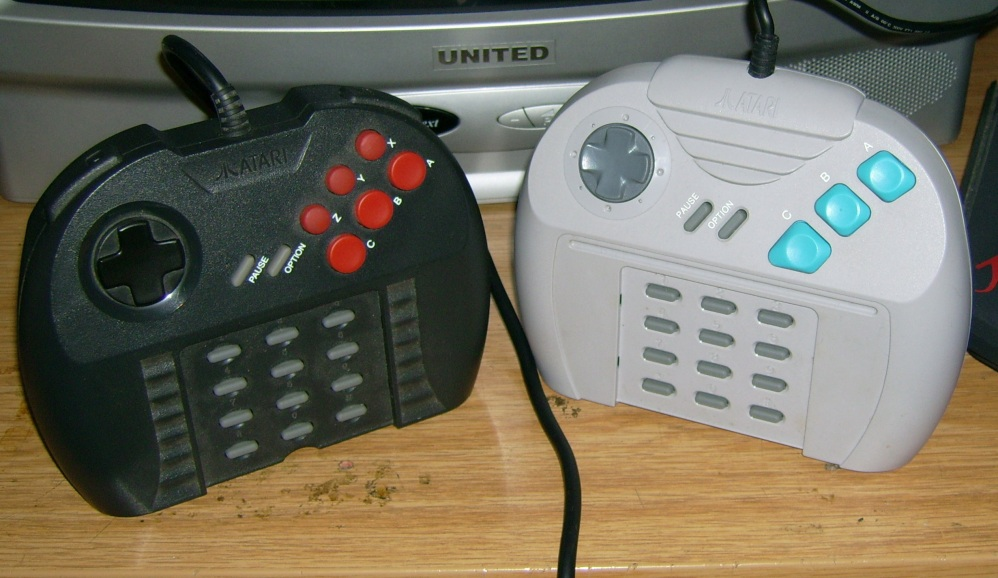
Enhanced Controllers. Po lewej Jaguar ProController, po prawej dopasowany do linii stylistycznej Atari ST Power Pad

- Procesor Motorola MC68000 pracujący z częstotliwością 8 MHz
- BLiTTER
- Pamięć RAM: 1 lub 4 MB
  - rozszerzalna modułami SIMM, w pierwszych wersjach były to moduły SIPP.
- Pamięć ROM: 512kB z bootstrapem i systemem
  - System operacyjny: Atari TOS pierwszej generacji, oficjalne wersje 1.06, 1.6, 1.62, wspierane wersje: 2.0

- GSTShifter – zawiera nowy Shifter oraz DMA Sound
- GSTMCU – zawiera zintegrowane układy GLUE oraz MMU, a w nowszych modelach również Blitter

- Obraz:
  - 12 bitowa paleta kolorów (4096 kolorów)
  - Typowe tryby rozdzielczości ST:
    - 320x200x16 kolorów
    - 640x200x4 kolory
    - 640x400 monochromatyczny

- Dźwięk:
  - dwa 8-bitowe przetworniki cyfrowo-analogowe PCM
    - układ National LMC1992
    - maksymalna częstotliwości próbkowania 50066 Hz z możliwością regulacji basów, sopranów oraz głośności,
    - wyprowadzenie dźwięku: CINCH (stereo)

  - programowalny generator dźwięku umożliwiający trzykanałową syntezę dźwięku
    - układ Yamaha YM-2149
    - wyprowadzenie dźwięku: (mono) miksowane na wyjściu z dźwiękiem z przetworników przez LMC1992

- Pamięć masowa:
  - napęd dysków elastycznych 3,5" DD (do 920 KB)

- Złącza:
  - złącza MIDI Out / In / Thru,
  - zewnętrzne złącze ACSI(DMA)
  - złącze równoległe (Centronics),
  - złącze szeregowe RS232C
  - złącze ROM Cartridge
  - złącze zewnętrznego napędu dyskietek
  - złącze monitora
  - wewnętrzne złącze stacji dysków
  - 2 złącza D-SUB piętnastoigłowe do podłączenia dwóch Enhanced Controllers PowerPad, wiosełek analogowych, Paddle lub czterech dżojstików cyfrowych.

## Emulatory
- http://steem.atari.org
- http://hatari.sourceforge.net